# Allison Schmitt
Allison Rodgers Schmitt (Pittsburgh, 7 giugno 1990) è una nuotatrice statunitense, specialista dello stile libero.

## Carriera
Nata a Pittsburgh e trasferitasi a Canton, nel Michigan, ha iniziato a nuotare a livello agonistico frequentando la Canton High School e successivamente con la squadra dell'Università della Georgia nella NCAA.

## Palmarès
- Giochi olimpici

Pechino 2008: bronzo nella 4×200m sl.
Londra 2012: oro nei 200m sl, nella 4x200m sl e nella 4x100m misti, argento nei 400m sl e bronzo nella 4x100m sl.
Rio 2016: oro nella 4x200m sl e argento nella 4x100m sl.
Tokyo 2020: argento nella 4x200m sl e bronzo nella 4x100m sl.
- Mondiali

Roma 2009: argento nei 200m sl e nella 4x200m sl.
Shanghai 2011: oro nella 4×200m sl.
Gwangju 2019: argento nella 4x100m sl e nella 4x200m sl.
- Mondiali in vasca corta

Istanbul 2012: oro nei 200m sl, nella 4x100m sl e nella 4x200m sl.
- Giochi panamericani

Toronto 2015: oro nei 200m sl, nella 4x200m sl e nella 4x100m misti e argento nella 4x100m sl.
- Campionati panpacifici

Irvine 2010: oro nei 200m sl e nella 4×200m sl.
Tokyo 2018: argento nella 4x200m sl.

## International Swimming League
| stagione 2020 |
| ------------- |
| Cali Condors  |